# Крапивина, Зинаида Григорьевна
Зинаида Григорьевна Крапивина (25 октября 1916, Томская губерния — 27 июля 1990, Юргинский, Кемеровская область) — передовик советского сельского хозяйства, свинарка племенного свиноводческого совхоза «Юргинский» Юргинского района Кемеровской области, Герой Социалистического Труда (1966).

## Биография
Родилась 25 октября 1916 года в деревне Зудово Болотниковской волости Томского уезда Томской губернии в крестьянской семье. Русская.
Трудиться начала с 15 лет дояркой в местной сельскохозяйственной артели "Путь Ильича" Болотниковского района Западно-Сибирского края. После реорганизации артели в колхозе "Боец на страже".
В 1949 году переехала в совхоз "Юргинский" и устроилась работать свинаркой. В совхозной школе окончила 4 класса.
В 1960 году Крапивина участвовала в эксперименте по уходу и содержанию 70 свиноматок. Труд был тяжёлый, работали с этим поголовьем они вдвоём с помощницей. Только за два тура сумели вырастить 750 поросят со средней массой 22,3 килограмма живой массы. В 1960 году вступила в КПСС.
В заключительном, 1965 году, 7-й семилетки она от 32 свиноматок отняла поросят средним весом 22,7 килограмма. При выращивании молодняка среднесуточный привес составил 517 грамм.
За внедрение новых технологий неоднократно становились участником выставок достижений народного хозяйства, награждалась Благодарностями и Почётными грамотами.  
Указом Президиума Верховного Совета СССР от 22 марта 1966 года за достигнутые успехи в развитии животноводства, увеличении производства и заготовок мяса, молока, яиц, шерсти и другой продукции Зинаиде Григорьевне Крапивиной было присвоено звание Героя Социалистического Труда с вручением ордена Ленина и медали «Серп и Молот».
Работала свинаркой в колхозе до выхода на пенсию в 1971 году. Общий стаж работы свинаркой составил 23 года.
Избиралась членом Юргинского райкома КПСС.
Последние годы жизни проживала в посёлке Юргинский. Умерла 27 июля 1990 года.

## Награды
- золотая звезда «Серп и Молот» (22.03.1966)
- орден Ленина (22.03.1966)
- другие медали.